# Brent Seabrook
Brent Seabrook (ur. 20 kwietnia 1985 w Richmond) – kanadyjski hokeista, reprezentant Kanady, olimpijczyk.

## Kariera
- South Delta Storm U15 A1 (1999/2000)
- Delta Ice Hawks (2000-2001)
- Lethbridge Hurricanes (2001-2005)
- Norfolk Admirals (2005)
- Chicago Blackhawks (2005-2021)

W drafcie NHL został wybrany w 2003 z numerem czternastym przez Chicago Blackhawks. Przedłużał tam kontrakt w lutym 2011 o pięć lat, a we wrześniu 2015 o osiem lat. W sezonie NHL (2020/2021) już nie grał, a na początku marca 2021 ogłoszono zakończenie przez niego kariery zawodniczej z powodu kontuzji.

## Sukcesy
Reprezentacyjne
- Srebrny medal mistrzostw świata juniorów do lat 17: 2002
- Złoty medal mistrzostw świata juniorów do lat 18: 2003
- Srebrny medal mistrzostw świata juniorów do lat 20: 2004
- Złoty medal mistrzostw świata juniorów do lat 20: 2005
- Złoty medal zimowych igrzysk olimpijskich: 2010

Klubowe
- Mistrzostwo dywizji NHL: 2010, 2013 z Chicago Blackhawks
- Mistrzostwo konferencji NHL: 2010, 2013 z Chicago Blackhawks
- Presidents’ Trophy: 2013 z Chicago Blackhawks
- Clarence S. Campbell Bowl: 2010, 2013, 2015 z Chicago Blackhawks
- Puchar Stanleya: 2010, 2013, 2015 z Chicago Blackhawks